# Live from Le Cabaret
Live from Le Cabaret es el tercer álbum en vivo de Maroon 5, lanzado el 8 de julio y puede ser descargado exclusivamente por iTunes.
Fue grabado en Le Cabaret en Montreal, Quebec, un club nocturno famoso mundialmente.

## Lista de canciones
1. "If I Never See Your Face Again" – 4:14
2. "Makes Me Wonder" – 4:36
3. "Harder To Breathe" – 2:54
4. "The Sun" - 8:21
5. "Secret" - 5:38
6. "Shiver" - 5:28
7. "Won't Go Home Without You" - 3.40
8. "Sunday Morning" - 5:47
9. "Little Of Your Time" - 3:42
10. "Sweetest Goodbye" - 11:27
11. "She Will Be Loved - 4:41
12. "This Love" - 5:09

- Datos: Q2306074